# Pays
 (août 2014).
Si vous disposez d'ouvrages ou d'articles de référence ou si vous connaissez des sites web de qualité traitant du thème abordé ici, merci de compléter l'article en donnant les références utiles à sa vérifiabilité et en les liant à la section « Notes et références ».
Pour les articles homonymes, voir Pays (homonymie).

Territoires terrestres des pays selon The World Factbook de la CIA en 2015.

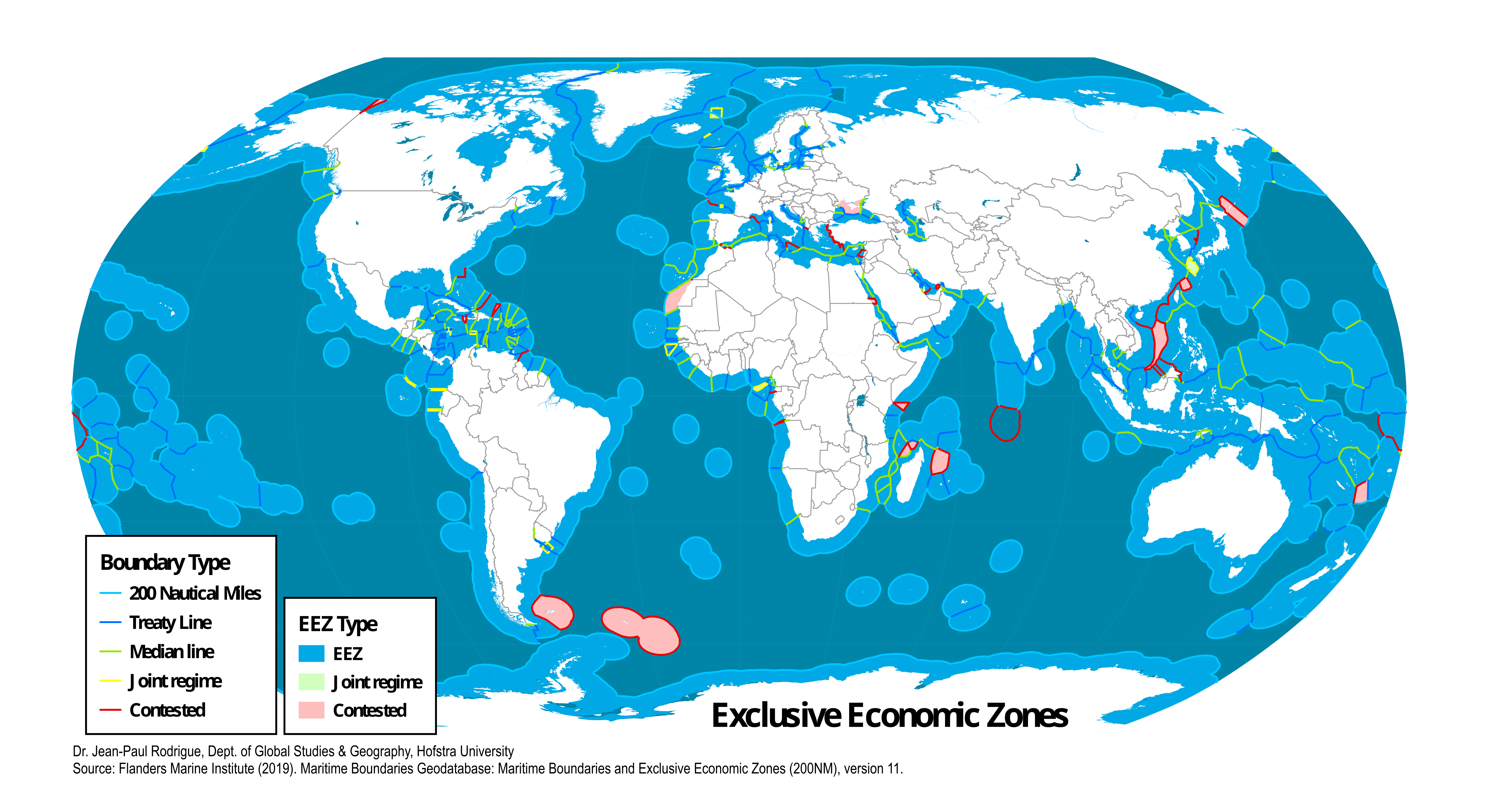
Eaux territoriales et zones économiques exclusives en mer selon The World Factbook de la CIA en 2015

Un pays est un territoire constituant une entité géographique et humaine qui peut être souveraine, autonome en association avec une autre entité souveraine pour sa part, ou bien indépendante de fait mais non-reconnue de droit (par le droit international et l'ONU). Un pays est caractérisé par une ou plusieurs langues officielles ainsi que par plusieurs autres langues secondaires (dialectes), parlées et écrites, utilisées par les habitants du pays. Il peut avoir une législation laïque ou bien religieuse, et, dans le second cas, avoir une religion d'état ou plusieurs. Une capitale nationale regroupe les institutions de l'état tel que le lieu de pouvoir du gouvernement central (parlement, palais présidentiel…) mais il existe parfois plusieurs capitales (cas de la Bolivie ou de l'Afrique du Sud) entre lesquelles les institutions se partagent. Un pays est organisé en plusieurs régions avec une ville principale où siègent les pouvoirs locaux (par exemple le chef-lieu où siège la préfecture régionale en France). Il peut avoir une structure unitaire (subdivisions toutes égales et homologues comme les départements français) ou bien fédérale (subdivisions de tailles et de statuts variables : cas des cantons suisses). Il peut avoir une constitution républicaine avec un président, ou bien monarchique avec un souverain (empereur, roi, prince, grand-duc, émir…) ; un même souverain peut régner sur plusieurs pays (Royaume-Uni, Canada, Australie, Nouvelle-Zélande, Papouasie-Nouvelle-Guinée, Bahamas, Jamaïque…). Indépendamment de sa constitution, de sa législation et de sa structure territoriale, un pays peut avoir un fonctionnement politique pluraliste avec plusieurs partis et des élections à candidats multiples, ou bien autocratique avec un seul parti et des élections dont les résultats sont conformes aux directives du chef de l'État. Dans les monarchies pluralistes, c'est le premier ministre qui est élu et fait office de chef de l'État.

## Étymologie
Le mot français pays est issu du latin pagus, qui désignait une subdivision territoriale et tribale d'étendue restreinte (de l'ordre de quelques centaines de km2), subdivision de la civitas gallo-romaine. Comme la civitas qui subsiste le plus souvent sous forme de comté ou d’évêché, le pagus subsiste au Moyen Âge.

## Différents niveaux d'organisation

### Un État, une province
Le sens le plus courant est aujourd'hui celui d'État ou État souverain. Toutefois, « pays » est moins précis et plus neutre qu’« État » et permet de désigner des espaces géographiques aux statuts très divers. Tous les pays reconnus suivent les standards internationaux de symboles nationaux tels les drapeaux et de droits politiques telle la citoyenneté.
En 2022, il y a 193 États membres et 4 états reconnus par l'Organisation des Nations unies, ce qui fait 197 états généralement considérés comme des pays reconnus. D'autres pays ne sont pas à l'ONU, pour des raisons politiques, par exemple Taïwan.

### Pays, État et nation
Un pays est une désignation géographique, une nation désigne le peuple tandis qu'un État désigne les institutions fonctionnant sur un territoire.
Certains pays sont des États-nations, par exemple la France ; une nation en particulier est alors dominante. D'autres États, tels la Chine, l'Espagne, le Canada ou le Royaume-Uni rassemblent plusieurs nations, ou une partie d'une population formant elle-même une nation.
Il convient aussi de mentionner la notion d'État fédéré ou d'« État dans l'État » : dans ce cas, l'État fédéral (comme le Canada, la Suisse, l'Allemagne, la Belgique et les États-Unis) et l'État fédéré (la province au Canada, le canton en Suisse, le Land en Allemagne, l'État aux États-Unis) se partagent les compétences sur le territoire et la population qu'ils gouvernent conjointement. Cependant, la politique internationale est le ressort exclusif de l'État fédéral.
Le mot « pays » est souvent utilisé dans le langage parlé pour désigner l'État ; cependant le mot « État » a un sens plus précis et est utilisé dans les accords, traités et législations. Un État souverain est un territoire et une entité politiquement indépendante possédant ses propres gouvernement, administration, lois et armée. La souveraineté est toutefois relative et peut être limitée par les traités conclus, par l'adhésion à un État fédéral ou par le simple jeu de la mondialisation. Le « pays », lui, est le lieu géographique qui, historiquement parlant, provient d'un peuple partageant les mêmes coutumes sur un territoire précis.
Ainsi de la même manière que l'on peut dire que le Royaume-Uni est un pays, on peut dire que l'Angleterre est une nation. L'usage préfère dénommer « pays » l'Angleterre plutôt que le Royaume-Uni[réf. nécessaire], ce qui n'empêche pas le Royaume-Uni d'être un État souverain et de mener la politique internationale. L'imprécision de « pays » a toutefois l'avantage de rendre son utilisation neutre et non polémique.

### Micro-région
Au sens de « petite région », pays peut désigner une région naturelle ou un territoire, de dimensions un peu plus grandes ou un peu plus petites que le pagus gallo-romain.
- Ainsi, en France, il désigne une « région naturelle » (ou « pays traditionnel »), telle que définie par l'école géographique de Vidal de la Blache ou par des érudits locaux, à partir de la géologie, de la géomorphologie, des paysages, des systèmes agraires ou d'un héritage historique féodal ou antique (le Vendômois, la Gâtine tourangelle, la Champagne berrichonne, la Brenne, le pays de Bray, le pays de Caux…) ; ces pays sont proches des pagi ou un peu plus étendus.

- Dans un sens au contraire plus restreint que le pagus, dans certaines régions, le mot est traditionnellement employé en milieu rural pour désigner le village, le bourg-centre de la commune par opposition aux espaces non bâtis et aux hameaux.
- Une utilisation, très proche du sens originel, permet aussi de désigner le lieu de naissance d'une personne (« pays natal », « mal du pays ») ou une production issue de terroirs propres au « pays » (« produit du pays », « vin de pays », « jambon de pays »…).
- On utilise aussi populairement le terme « pays » pour désigner une personne issue de la même micro-région. Cet emploi implique généralement que deux personnes, qui se reconnaissent la même origine géographique et la même identité culturelle, se rencontrent en dehors de ce contexte régional. On dit « être du pays » (ou « c'est du pays ») en utilisant parfois l'équivalent du mot dans la langue régionale (payse, païs…). Le terme est courant chez les compagnons, qui disent volontiers « il est mon pays » pour les gens de la même ville qu'eux-mêmes.

« Le terme « pays » […] signifie fondamentalement « terre natale », et s'applique plus proprement au territoire local qu'au territoire national. C'est en ce sens que la plupart des Français l'emploient ; ils donnent ce nom à des régions plus ou moins grandes, parfois à une province, parfois à une vallée, à une plaine limitée, et ils appellent ainsi ceux de leurs compatriotes qui partagent avec eux cette petite patrie. Le pays peut être […] une division administrative, une région entière (Périgord, Marche ou Quercy) ou simplement (le plus souvent) une paroisse ou un village. »

— Eugen Weber, La Fin des terroirs. La modernisation de la France rurale 1870-1914, p. 77.
- En France, la loi Voynet du 25 juin 1999 sur l'aménagement du territoire réactualise la loi Pasqua avec la notion de pays traditionnel avec l'identification de pays comme territoire de projet, lancée par le CELIB en 1971.

- Au Canada, certaines régions naturelles ou historiques sont reconnues par les gouvernements, les géographes ou les populations locales, souvent en dehors des régions officielles comme les comtés (Charlevoix, Trois-Rivières…).

## Expressions contenant le mot «pays»
D'une manière générale, l'association d'une épithète à « pays » permet de désigner facilement un ensemble géographique partageant les mêmes caractéristiques (« pays chauds », « pays riches », « pays baltes »…).

### Dénominations géographiques
- Un « arrière-pays » est une zone géographique contiguë et en étroite liaison économique avec une ville ou un port. On parle aussi d'hinterland.
- Un « pays d'État » (par référence aux états généraux, nationaux ou provinciaux) est une dénomination portant sur le statut et le fonctionnement administratif d'une province d'Ancien Régime (par opposition aux « pays d'élection »).
- « Pays agricole » ou « pays rural », en parlant des terres utilisées par les cultivateurs.
- Le « petit pays », plus ou moins hérité des anciens pagus du haut Moyen Âge et des fiefs du Moyen Âge, est un territoire désigné par une identité traditionnelle et généralement dominé par une ville : Vendômois. Il est lui-même susceptible d'être redivisé en plusieurs espaces ou micro-territoires d'ordre historique : Bas-Vendômois, ou plus ou moins naturel : Petite Beauce, Gâtine tourangelle.
- Le « plat pays » désigne, de manière imagée, la Flandre et, en particulier, sa plaine maritime, caractérisée par un très faible relief.

### Expression du langage
- « Pays » et « payse » sont employés pour s'adresser à un ou une compatriote, un natif ou une native de son propre village.
- « Au pays », expression affective utilisée par les migrants pour parler de l’endroit d’où ils viennent.
- « Pays perdu » désigne un petit territoire isolé, possédant peu de moyens de communications et avec un retard de développement. L'expression est dépréciative et populaire.
- Le « pays de cocagne » est un pays imaginaire où règne l'abondance.
- Pays et Coterie sont les noms des membres du compagnonnage.